# Grand Prix automobile d'Australie 1992
GP précédent GP suivant
Le Grand Prix automobile d'Australie 1992 (Foster's Australian Grand Prix), disputé sur le circuit urbain d'Adélaïde en Australie le 8 novembre 1992, est la huitième édition du Grand Prix, la 532e épreuve  de l'histoire du championnat du monde de Formule 1 courue depuis 1950 et la seizième et dernière manche du championnat 1992.

## Historique
Le moment le plus significatif a été un accrochage entre Ayrton Senna et Nigel Mansell lorsque le Brésilien a essayé de dépasser l'Anglais provoquant ainsi l'abandon des 2 pilotes.
Mansell était censé disputer la dernière course de sa carrière en Formule 1 avant son départ pour l'IndyCar, bien qu'il soit revenu brièvement lors des saisons 1994 et 1995.
Martin Brundle (qui a rejoint Ligier en 1993), le vainqueur Gerhard Berger (qui est retourné chez Ferrari en 1993) et Riccardo Patrese (qui a rejoint Benetton en 1993) font partie des nombreux pilotes pour qui c'était la dernière course avec leurs équipes actuelles, alors que pour Jan Lammers, Stefano Modena, Maurício Gugelmin et Olivier Grouillard c'était la dernière course de leur carrière en Formule 1. On a également cru que ce serait la dernière course pour Ayrton Senna chez McLaren, mais finalement le brésilien ressignera avec l'écurie de Woking pour la saison 1993.
Nicola Larini a commencé cette course de la dernière ligne. l'écurie Jordan a marqué son seul point de la saison avec Stefano Modena, alors que Thierry Boutsen (qui gagna ici en 1989) marquait ses seuls points de la saison. il s'agira en fait des derniers points de sa carrière. Le double podium de Benetton permet à l'équipe de marquer des points lors de chaque Grand Prix de la saison.
Pour McLaren, cette course marque la fin de la collaboration avec Honda. La firme japonaise a cessé sa participation en tant que motoriste d'usine à la fin de cette saison, bien que sa filiale Mugen ait continué à fournir certaines équipes lors des saisons suivantes. Honda est revenu en 2000 comme motoriste pour l'écurie BAR. 
Enfin, il s'agissait de la dernière apparition en Formule 1 des équipes Dallara et March.

## Classement
| Pos. | No | Pilote               | Écurie               | Tours | Temps/Abandon                      | Grille | Points |
| ---- | -- | -------------------- | -------------------- | ----- | ---------------------------------- | ------ | ------ |
| 1    | 2  | Gerhard Berger       | McLaren-Honda        | 81    | 1 h 46 min 54 s 786 (171,829 km/h) | 4      | 10     |
| 2    | 19 | Michael Schumacher   | Benetton-Ford        | 81    | + 0 s 741                          | 5      | 6      |
| 3    | 20 | Martin Brundle       | Benetton-Ford        | 81    | + 54 s 156                         | 8      | 4      |
| 4    | 27 | Jean Alesi           | Ferrari              | 80    | + 1 tour                           | 6      | 3      |
| 5    | 25 | Thierry Boutsen      | Ligier-Renault       | 80    | + 1 tour                           | 22     | 2      |
| 6    | 32 | Stefano Modena       | Jordan-Yamaha        | 80    | + 1 tour                           | 15     | 1      |
| 7    | 11 | Mika Häkkinen        | Lotus-Ford           | 80    | + 1 tour                           | 10     |        |
| 8    | 10 | Aguri Suzuki         | Footwork-Mugen-Honda | 79    | + 2 tours                          | 18     |        |
| 9    | 23 | Christian Fittipaldi | Minardi-Lamborghini  | 79    | + 2 tours                          | 17     |        |
| 10   | 24 | Gianni Morbidelli    | Minardi-Lamborghini  | 79    | + 2 tours                          | 16     |        |
| 11   | 28 | Nicola Larini        | Ferrari              | 79    | + 2 tours                          | 19     |        |
| 12   | 16 | Jan Lammers          | March-Ilmor          | 78    | + 3 tours                          | 25     |        |
| 13   | 12 | Johnny Herbert       | Lotus-Ford           | 77    | + 4 tours                          | 12     |        |
| Abd. | 21 | Jyrki Järvilehto     | BMS Dallara-Ferrari  | 70    | Boîte de vitesses                  | 24     |        |
| Abd. | 17 | Emanuele Naspetti    | March-Ilmor          | 55    | Boîte de vitesses                  | 23     |        |
| Abd. | 29 | Bertrand Gachot      | Venturi-Lamborghini  | 51    | Moteur                             | 21     |        |
| Abd. | 6  | Riccardo Patrese     | Williams-Renault     | 50    | Pression d'essence                 | 3      |        |
| Abd. | 30 | Ukyo Katayama        | Venturi-Lamborghini  | 35    | Différentiel                       | 26     |        |
| Abd. | 4  | Andrea De Cesaris    | Tyrrell-Ilmor        | 29    | Pression d'essence                 | 7      |        |
| Abd. | 5  | Nigel Mansell        | Williams-Renault     | 18    | Collision                          | 1      |        |
| Abd. | 1  | Ayrton Senna         | McLaren-Honda        | 18    | Collision                          | 2      |        |
| Abd. | 33 | Mauricio Gugelmin    | Jordan-Yamaha        | 7     | Freins                             | 20     |        |
| Abd. | 26 | Érik Comas           | Ligier-Renault       | 4     | Moteur                             | 9      |        |
| Abd. | 9  | Michele Alboreto     | Footwork-Mugen-Honda | 0     | Collision                          | 11     |        |
| Abd. | 22 | Pierluigi Martini    | BMS Dallara-Ferrari  | 0     | Collision                          | 14     |        |
| Abd. | 3  | Olivier Grouillard   | Tyrrell-Ilmor        | 0     | Collision                          | 13     |        |

## Pole position et record du tour
- Pole position :  Nigel Mansell (Williams-Renault) en 1 min 13 s 732 (vitesse moyenne : 184,560 km/h)[1].
- Meilleur tour en course :  Michael Schumacher (Benetton-Ford) en 1 min 16 s 078 au 68e tour (vitesse moyenne : 178,869 km/h)[2].

## Tours en tête
- Nigel Mansell (Williams-Renault) : 18 tours (1-18) ;
- Riccardo Patrese (Williams-Renault) : 32 tours (19-50) ;
- Gerhard Berger (McLaren-Honda) : 31 tours (51-80)[3].

## Statistiques
- Nigel Mansell établit le record de pole positions dans une même saison avec 14 pole positions en 16 départs. Ce record est toujours d'actualité.
- 197e et dernier Grand Prix pour l'écurie March Engineering.
- 74e et dernier Grand Prix pour Mauricio Gugelmin.
- 70e et dernier Grand Prix pour Stefano Modena.
- 41e et dernier Grand Prix pour Olivier Grouillard.
- 23e et dernier Grand Prix pour Jan Lammers.